# Tore Herlin

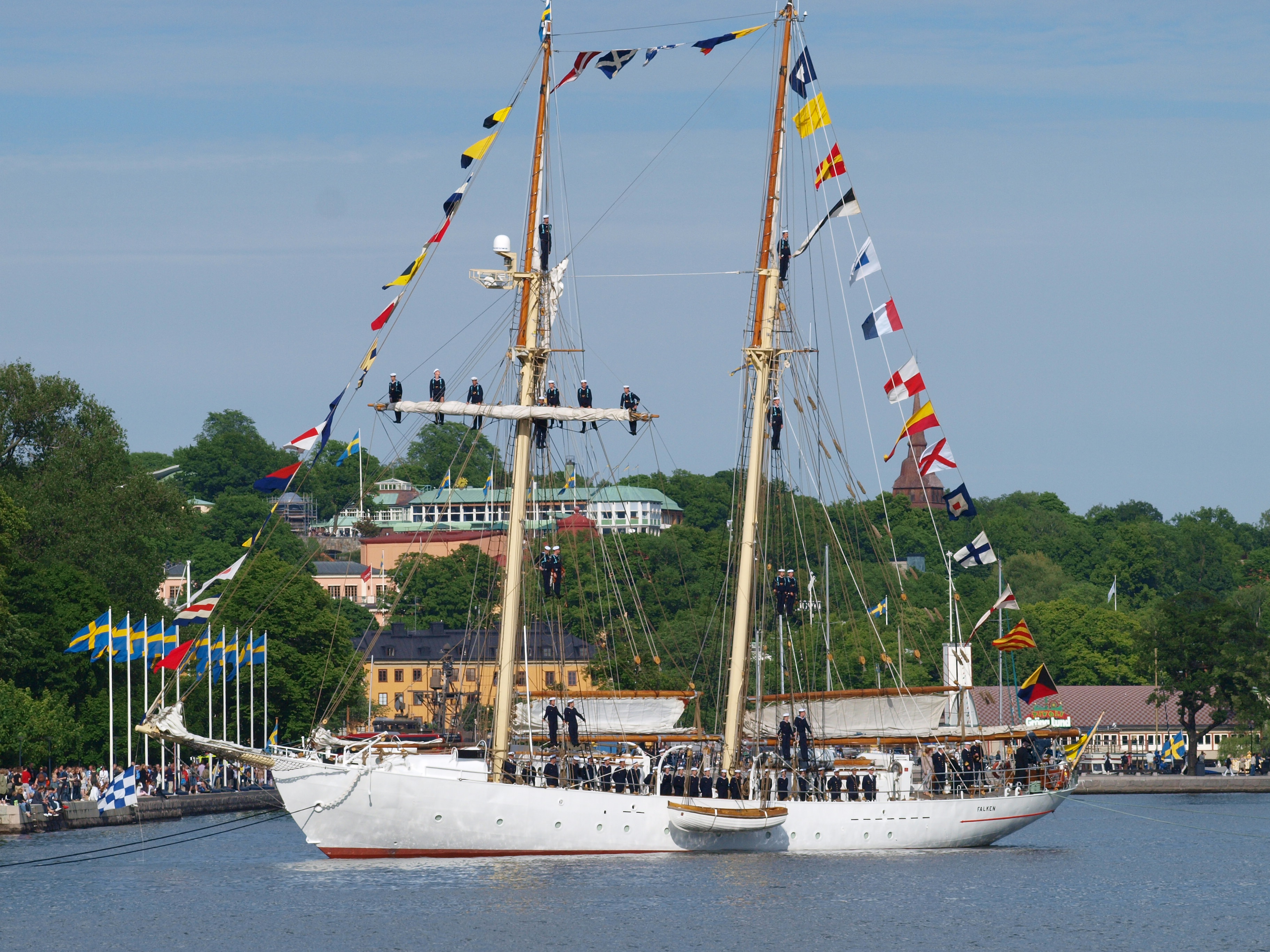
HMS Falken ritad av Tore Herlin

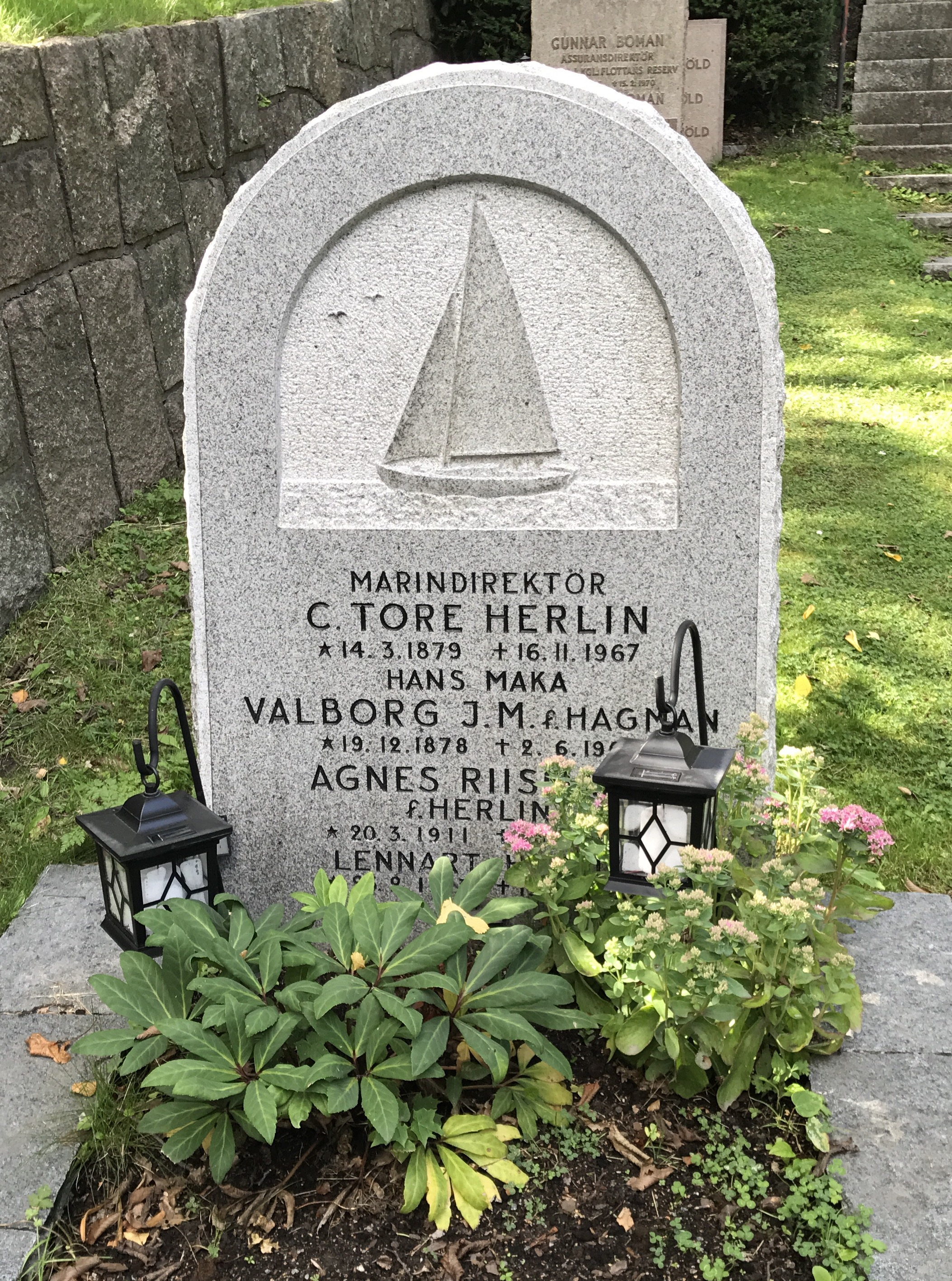
Gravplats Galärvarvskyrkogården

Claes Tore Herlin, född 14 mars 1879 i Klara församling, Stockholm, död 16 november 1967 i Skeppsholms församling, Stockholm, var en svensk båtkonstruktör.

## Biografi
Tore Herlin var en av grundarna till Svenska kryssarklubben.  Tillsammans med Arvid Laurin och Sten Velander utarbetade han en kappseglingsregel för havskryssare, den så kallade Östersjöregeln. Ett arbete som senare vidareutvecklades och resulterade i Svenska havskryssarregeln, SHR. 
Tore Herlin ritade hundratals olika segel- och fritidsbåtar, av vilka ett par av de mer kända är havskryssarna kostern Nirvana och H-10:an Sardana, och även några skärgårdskryssare. Han var en god kappseglare. I Sjöhistoriska museets samlingar finns cirka 350 ritningar av Tore Herlin.
Tore Herlin utbildade sig efter studentexamen vid Tekniska Högskolan till civilingenjör med skeppsbyggeri som specialitet. Efter examen 1902 började han först som plåtslagare vid skeppsvarv i Flensburg, Tyskland. Det var svåra tider med stor arbetslöshet vid 1900-talets början, varför hans strävan att få plats på ett ritkontor först var förgäves. Han hade emellertid deltagit i en engelsk konstruktionstävling angående en 24 fots yacht enligt ett förslag till ny internationell mätningsregel och erhållit ett första pris. Detta var år 1904, och när detta omnämndes i tysk press öppnades vägen till anställning på ritkontoret hos Howaldswerke, ett skeppsvarv i Kiel. 
Med sina erfarenheter av konstruktionsarbete blev han antagen 1905 som ingenjör vid svenska marinen och kom till Karlskrona örlogsbas. Utöver konstruktionsarbeten fick han uppgiften som kontrollant vid fartygsbyggen, först vid Götaverken och sedan vid Kockums verkstäder i Malmö under byggandet av pansarskeppen HMS Sverige och HMS Gustav V 1912–1922. 
År 1922 blev han marindirektör av 2:a graden. Han var stabsingenjör hos högste befälhavaren över Kustflottan till 1926 och marinöverdirektörsassistent 1926–1929. År 1929 blev han marindirektör av 1:a graden.
Tore Herlins huvudsakliga gärning i marinen präglades av linjeritning och konstruktion av såväl mindre som större fartyg, allt från livbåtar och marinens motorbåtar, motortorpedbåtar, vedettbåtar, minutläggare till jagare och kryssare. Parallellt med sin yrkesutövning ägnade han sig åt beställningar från handelsflottan och sjöräddningen med mindre fartyg såsom livbåtar och räddningsbåtar.
Därutöver och med största intresse ägnade han sig åt segelbåtar och deltog i tidens diskussioner om skärgårdskryssarregeln. Detta ledde till bekantskap med lektor Sven Grenander, som tog initiativet att tillsammans med Tore Herlin och ytterligare tre entusiaster starta Svenska Kryssarklubben, SXK, år 1923. Efter ett år blev han klubbens ordförande fram till 1930 och utarbetade då med utgångspunkt från Östersjöregeln, vilken hade medfört alltför veka båtar, SXK:s regel för mer sjövärdiga segelbåtar. Denna regel vidareutvecklade Tore Herlin sedermera i samarbete med Arvid Laurin och på tillskyndan av Kungliga Svenska Segelsällskapet, till Svenska havskryssarregeln (SHR). Tore Herlin bidrog under sin livstid med konstruktion av drygt 300 fritidsbåtar, de flesta segelbåtar.
Hösten 1930 förordnades Tore Herlin till chef för Ingenjörsdepartementet vid örlogsvarvet i Karlskrona. Herlin gick i pension år 1939, men blev omedelbart inkallad till Marinförvaltningens ingenjörsavdelning i Stockholm för att leda konstruktionsarbeten på projektbyrån vid Marinstaben fram till 1948. Som sitt sista arbete i denna period i marinens tjänst projekterade och ritade han Flottans övningsskonerter HMS Gladan och HMS Falken. 
Han var far till Sonja Herlin (1917–2019) och morfar till Tore Berger och Anita Berger.